# Tommy Denander

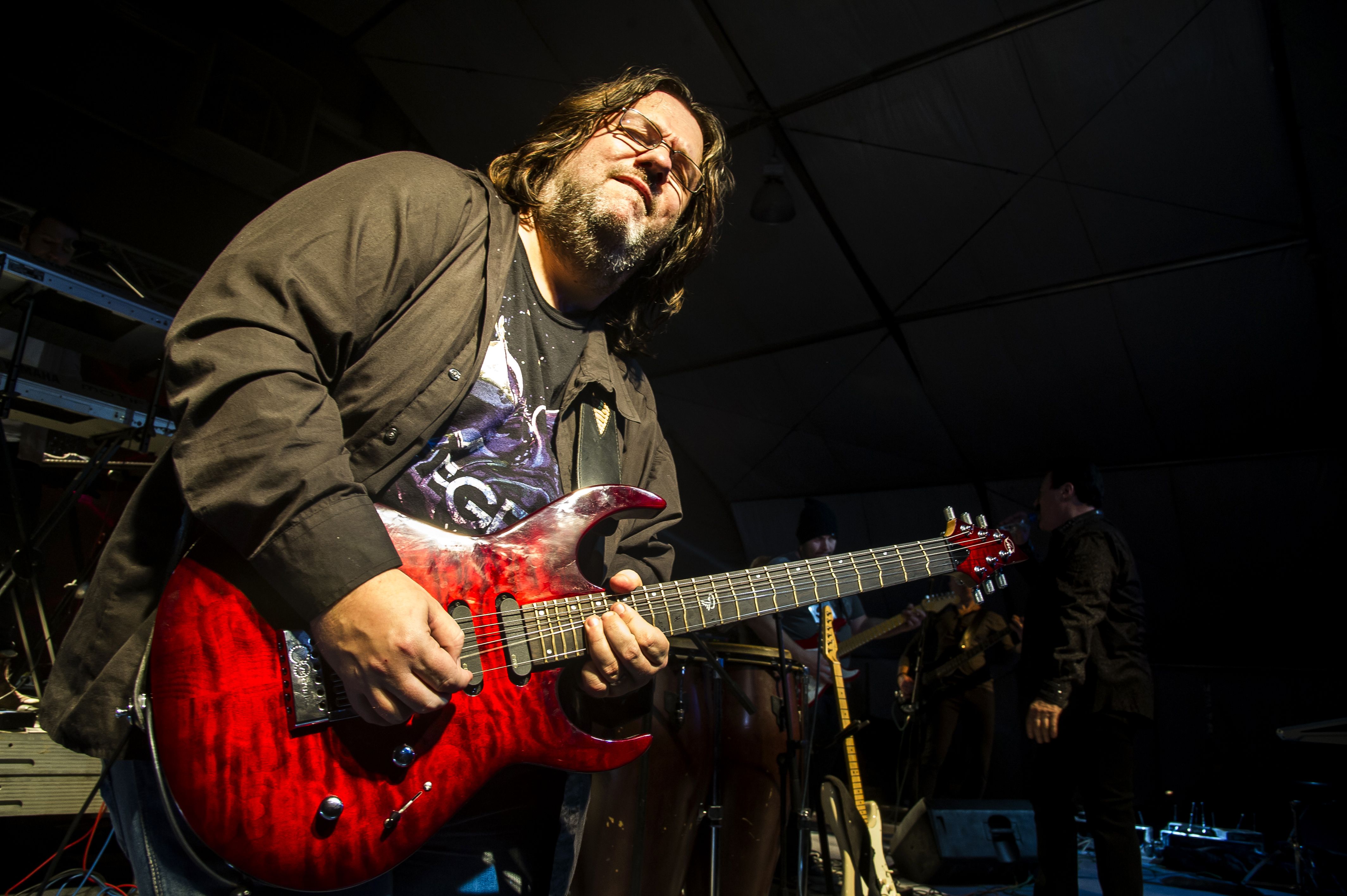
Tommy Denander im Dezember 2013

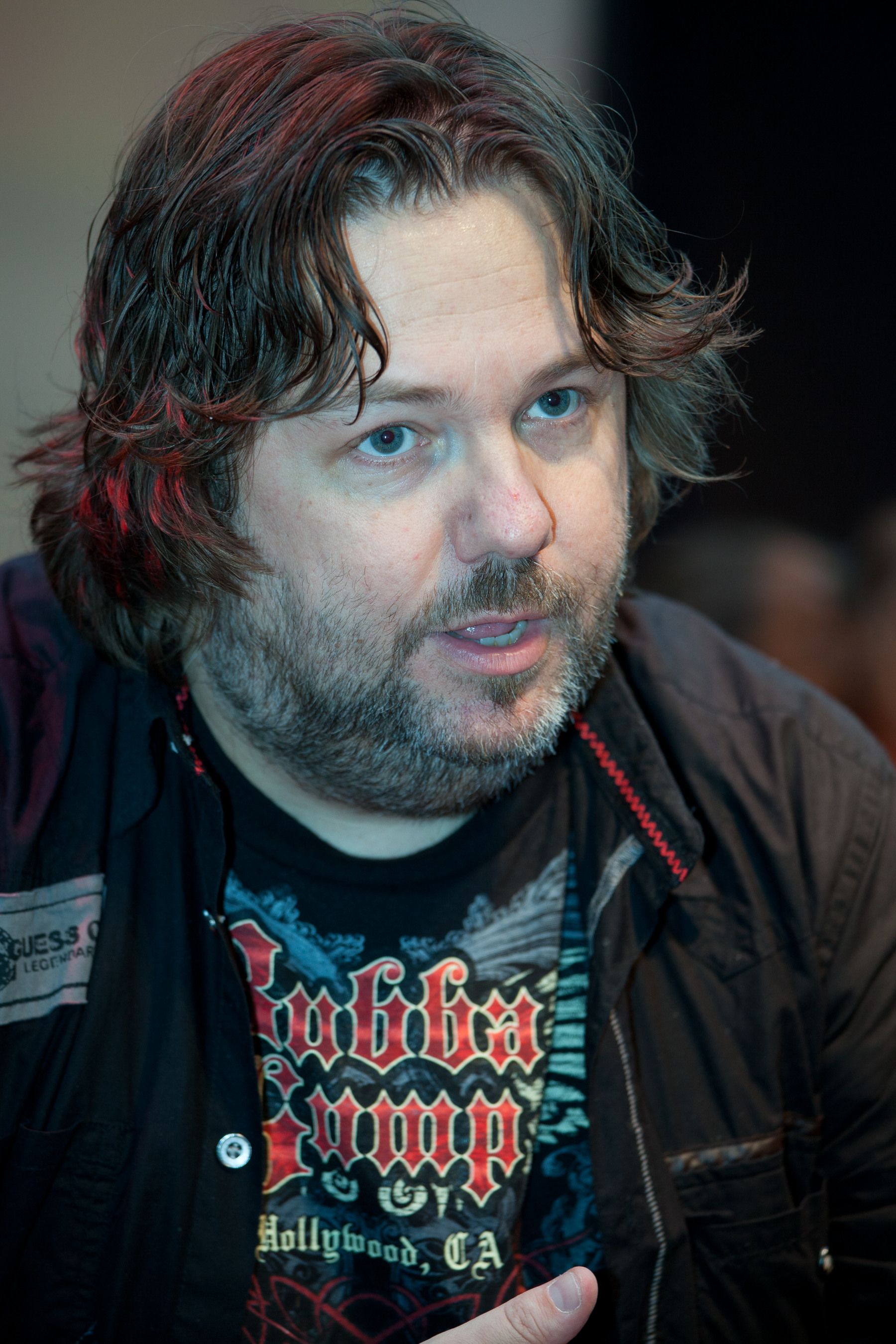
Tommy Denander 2010

Tommy Denander (* 10. März 1968 in Stockholm) ist ein schwedischer Gitarrist und Songwriter. Bis 2005 hatte er bereits auf mehr als 500 Alben und bei knapp 3000 Konzerten mitgespielt. Bekannteste Künstler, mit denen er bis dahin zusammenarbeitete, waren Carlos Santana, Eric Clapton, Deep Purple, Van Halen, Europe, Michael Landau, Yngwie Malmsteen und Richard Marx.

## Karriere
Aufgewachsen in einem kleinen Ort in der Nähe von Stockholm, wurde Tommy Denander durch seine Eltern, die beide mehrere Instrumente spielen, schon früh auf sein Talent aufmerksam und lernte bereits im Alter von fünf Jahren Gitarre und Keyboard. Beeinflusst wurde er dabei vor allem von Hardrock-Bands wie Kiss und Whitesnake sowie anderen Künstlern, wie zum Beispiel Larry Carlton.
Als Zwölfjähriger gab Denander mit Freunden erste kleine Konzerte. Sein erstes Album veröffentlichte er zwei Jahre später mit der schwedischen Rockband ATC. Einmal entdeckt, stieg er schnell zu einem der bekanntesten Künstler Schwedens auf.
1987 zog Denander für drei Jahre nach Los Angeles, wo er zunächst einige Mitglieder von Toto kennenlernte. Zwar spielte er zu dieser Zeit wenige Lieder ein, dennoch lernte er sehr viel von den Künstlern der Westküste. So schlug er unter anderem ein Angebot für ein Solo-Debüt einer schwedischen Plattenfirma aus, um zunächst weiter lernen zu können. Nach seiner Rückkehr arbeitete Denander sehr viel und engagierte sich in vielen Bereichen, um seine Popularität zu steigern. 1993 hielt der Körper dieser Belastung nicht mehr stand. Denander erlitt einen Zusammenbruch, von dem er sich jahrelang nicht vollständig erholte. 1994 begann er mit den Arbeiten für sein Debüt-Soloalbum. Nach einjähriger Arbeit hatte er so viele Songs geschrieben, dass er gleich zwei Alben veröffentlichte Less is More und Skeleton. Beide Platten waren sehr erfolgreich.
1996 stand Denander gemeinsam mit Fee Waybill, langjähriger Sänger der Band The Tubes, für dessen Album Don’t be Scared by These Hands im Studio. Im Anschluss daran begann er mit dem erfolgreichsten Projekt seiner Karriere – Radioactive. Schon in den Anfängen ihrer Freundschaft sagten ihm sämtliche Toto-Mitglieder zu, ihn einmal bei einem Solo-Projekt zu unterstützen. Schon damals wurden erste Songs aufgenommen. Veröffentlicht wurde das gemeinsame Album Ceremony of Innocence aber erst 2001. Auf dieser Platte spielten unter anderem die Toto-Mitglieder Jeff Porcaro, Mike Porcaro, David Paich, Bobby Kimball, Greg Phillinganes, sowie die ehemaligen Mitglieder Steve Porcaro, Fergie Frederiksen, Joseph Williams und David Hungate mit.
Zusätzlich spielte Denander in den vergangenen Jahren bei einigen weiteren Projekten mit, zum Beispiel bei den Bands Sayit und Prisoner. Mit Sayit brachte er 1999 das gleichnamige Album und zwei Jahre später die Folgeplatte Again heraus. Mit der Band Prisoner, die er 1997 mit einigen Kollegen gründete, brachte er das Album Blind (2000) heraus. Er veröffentlichte außerdem mit seinem langjährigen Freund Bruce Gaitsch das Duettalbum Counterparts (1998), bei dem auch Bill Champlin, Keyboarder und Sänger von Chicago, mitspielte. 2003 ließ er ein weiteres Radioactive-Album folgen. Yeah erwies sich als noch erfolgreicher als sein Vorgänger, auch wenn Denander diesmal weniger Toto-Unterstützung bekam. Die erhielt er zwei Jahre später wieder, als er neben den bekannten Radioactive-Gästen auch Journey-Gitarrist Neal Schon, Yngwie Malmsteen und Michael Landau zum neuen Radioactive-Album Taken (Veröffentlichung am 11. November 2005) im Studio versammelte. Auch beim Projekt AOR, mit dem Denander bislang vier Alben veröffentlichte, wurde er von vielen der bereits genannten Künstlern unterstützt. 2009 war er Gastmusiker auf dem Album Cartesian Dreams von House of Lords, 2010 Mitglied der Tour-Band von Dan Reed bei dessen Comeback. 2017 wirkte er auf einem Lied des Deep-Purple-Albums Infinite mit.

## Diskografie (Auszug)
- 1982: Cut In Ice (ATC)
- 1995: Less Is More und Skeleton
- 1996: Don’t Be Scared By These Hands (Fee Waybill)
- 1998: Counterparts (zusammen mit Bruce Gaitsch)
- 1999: Sayit (Sayit)
- 2000: Blind (Prisoner)
- 2001: Ceremony Of Innocence (Radioactive), Again (Sayit), Hold The Line – The Best of  Toto (Toto)
- 2002: L.A. Reflection (AOR)
- 2003: Yeah  (Radioactive), Dreaming Of L.A. (AOR)
- 2004: Deacon Street Project (Deacon Street Project), Nothing But The Best (AOR)
- 2005: Taken (Radioactive)
- 2006: Ambition (Ambition), Il (Deacon Street Project), L.A. Attraction (AOR)
- 2007: Baptism by Fire (Frederiksen/Denander) [zusammen mit Fergie Frederiksen]
- 2015: F4uR (Radioactive)
- 2019: Soulfire (Tug of War) [zusammen mit B.K. Morrison]
- 2022: X. X. X. (Radioactive)
- 2023: Wheels Within Wheels (Vitalines) [zusammen mit Robbie LaBlanc]